# Illéla (Niger)
Illéla è un comune urbano del Niger, capoluogo del dipartimento omonimo nella regione di Tahoua.

## Storia
La città è stata la sede dei sovrani del sultanato di Ader, che pur avendo perso l'indipendenza con la colonizzazione francese, mantengono ancora un'autorità morale e prestigio sulla popolazione locale.